# Población de Valdivielso
Población de Valdivielso es una localidad del municipio burgalés de Merindad de Valdivielso, en la Comunidad Autónoma de Castilla y León (España).

## Localidades limítrofes
Confina con las siguientes localidades:
- Al norte con Quecedo.
- Al noreste con Arroyo de Valdivielso.
- Al este con Valhermosa.
- Al sureste con Condado.
- Al oeste con Toba de Valdivielso.

## Demografía
Evolución de la población
| Gráfica de evolución demográfica de Población de Valdivielso entre 2000 y 2017 |
|                                                                                |
| Población de derecho (2000-2017) según el padrón municipal del INE             |

## Historia
Así se describe a Población de Valdivielso en el tomo XIII del Diccionario geográfico-estadístico-histórico de España y sus posesiones de Ultramar, obra impulsada por Pascual Madoz a mediados del siglo XIX:

Aldea en la provincia, diócesis, audiencia territorial y capitanía general de Burgos (11 leguas), partido judicial de Villarcayo (4), y ayuntamiento de la merindad de Valdivielso (1). Situada en llano; su clima es templado; la combaten todos los vientos, y las enfermedades más frecuentes son las catarrales y nerviosas. Se compone de 24 casas; una iglesia parroquial (San Pedro y San Pablo) servida por un cura párroco y un sacristán, y un cementerio al N de la población; los habitantes se proveen para sus necesidades de las aguas de una fuente y del río Ebro, las cuales son potables y buenas. El término confina N Arroyo; E Valhermosa; S Escobados, y O Quecedo y Toba. Su terreno es de mediana calidad y se divide en de secano y regadío, fertilizándole las aguas del río Ebro y de un arroyo bastante caudaloso que desagua en aquel a corto trecho de la población. Caminos: los de pueblo a pueblo y la carretera que dirige a Rioja. La correspondencia se recibe de la capital del partido. Las producciones son trigo alaga, comuña, titos, garbanzos, alubias, habas, yeros, arvejas, maíz y vino; cría ganado lanar y cabrío; caza de perdices y codornices, y pesca de truchas, barbos y anguilas. Industria: la agrícola y un molino harinero de una sola rueda. Población: 13 vecinos, 49 almas. Capital productivo: 260.600 reales. Imponible: 25.573. En este pueblo se conserva aún la casa y torre con sus almenas y armas del almirante Bonifaz.
Diccionario geográfico-estadístico-histórico de España y sus posesiones de Ultramar